# Shigeru Sarusawa
Shigeru Sarusawa (jap. 猿沢 茂, Sarusawa Shigeru; * 30. Januar 1960 in Hiroshima) ist ein ehemaliger japanischer Fußballspieler.

## Karriere

### Verein
Sarusawa spielte in der Jugend für die Osaka University of Health and Sport Sciences. Er begann seine Karriere bei Mazda, wo er von 1982 bis 1990 spielte. 1990 beendete er seine Spielerkarriere.

### Nationalmannschaft
Mit der japanischen Nationalmannschaft qualifizierte er sich für die Junioren-Fußballweltmeisterschaft 1979.